# 강한별
강한별(2002년 6월 3일 ~ )은 대한민국의 배우이다.

## 학력
- 안양예술고등학교 연극영화과 (졸업)
- 동아방송예술대학교 예술학부 - 공연예술계열 연극 전공 (재학)

## 연기 활동

### 드라마
- 2008년 KBS2 대하드라마 《대왕 세종》 ... 어린 안평대군 역
- 2008년 MBC 미니시리즈 《베토벤 바이러스》 ... 꼬마 역
- 2008년 KBS2 미니시리즈 《연애결혼》 ... 조용한 역
- 2009년 KBS2 미니시리즈 《꽃보다 남자》 ... 어린 구준표 역(이민호 아역)
- 2009년 MBC 일일연속극 《살맛 납니다》 ... 세바스찬 역
- 2010년 KBS1 일일연속극 《바람불어 좋은 날》 ... 장독립 역
- 2011년 KBS1 대하드라마 《근초고왕》 ... 큰어지 왕인 역
- 2011년 SBS 아침드라마 《태양의 신부》 ... 김유민 역
- 2012년 MBC 미니시리즈 《더킹 투하츠》 ... 어린 이재하 역(이승기 아역)
- 2012년 MBC 창사 51주년 특별기획 《마의》 ... 세자(후일 숙종) 역
- 2013년 MBC 일일연속사극 《구암 허준》 ... 어린 허준 역(김주혁 아역)
- 2013년 투니버스 어린이드라마 《벼락 맞은 문방구 시즌 1》 ... 강한별 역
- 2013년~2014년 SBS 드라마스페셜 《별에서 온 그대》 ... 사랑고백하는 남자아이 역
- 2014년 투니버스 어린이드라마 《벼락 맞은 문방구 시즌 2》 ... 강한별 역
- 2015년 KBS2 금요드라마 《오렌지 마말레이드》 ... 어린 한시후 역(이종현 아역)

## 뮤직비디오
- SG워너비 - 크리스마스 이야기

## 방송
- 2009년 MBC 《개그야》 〈7년째 연애중〉 ... 이문원의 조카 역
- 2022년 tvN 《너의 목소리가 보여 시즌9》 ... 참가자